# Janice (personnage de Friends)
Pour les articles homonymes, voir Janice (homonymie) et Littman.
Janice Littman Guralnik née Hosenstein est un des personnages secondaires de la série Friends, interprétée par Maggie Wheeler.
Présentée à l'origine comme son grand amour, elle est rapidement devenue un fléau dans l'existence de Chandler Bing. Elle est caractérisée par une irritante voix nasale, un rire désagréable (et mythique), et son cri caractéristique dès qu'elle aperçoit une connaissance ou qu'elle est surprise ou choquée : « OH - MON - DIEU ! » (dans la version originale : « OH - MY - GOD! »).
Janice et Chandler ont rompu et se sont mis de nouveau ensemble environ 4 fois. Elle a aussi agacé le colocataire de Chandler, Joey Tribbiani, bien qu'il ait passé une journée avec elle sans l'avoir tuée (comme il le dit dans un épisode).
Le dernier essai de Chandler pour rompre avec elle a été de lui dire (en présence des cinq autres amis) qu'il partait pour le Yémen (il donne comme adresse : 15 rue du Yémen, Yémen-city, Yémen) car sa société allait monter une succursale là-bas. Il doit se résoudre à prendre l'avion pour lui prouver qu'il ne ment pas. Elle a passé une nuit avec Ross Geller croyant toujours que Chandler était au Yémen.
L'une des choses montrant le comportement excentrique de Chandler envers Janice a été d'avaler six expressos pour essayer de lui dire en douceur qu'il voulait rompre avec elle.
Quand Rachel était sur le point d'accoucher, vers la fin de la saison 8, Janice a partagé sa chambre de travail en amenant son mari sourd nommé Sid. Lorsque Janice montre son nouveau-né aux autres, ceux-ci montrent une expression de dégoût sans le lui montrer directement. Janice dit à Ross et Rachel que son fils pourrait bien être leur futur gendre. Ross dit plus tard à Rachel que ce ne sera pas possible à cause de la taille de son nez.
Janice apparaît plus tard dans la saison 9, dans la même clinique que Chandler et Monica pour un test de fertilité.
La dernière apparition de Janice a été dans la saison 10, dans l'épisode Celui qui retrouvait une vieille connaissance, quand Monica et Chandler choisissent une nouvelle maison. Elle a presque acheté la maison à côté de celle de Monica et Chandler mais en fut dissuadée par Chandler qui a dû mentir en lui racontant qu'il avait toujours des sentiments pour elle. Monica avait déjà utilisé ce mensonge 3 ans auparavant pour expliquer à Janice pourquoi elle ne devait pas venir à son mariage avec Chandler.
Janice est le seul des quatre personnages secondaires qui a fait une apparition dans chaque saison de la série (si l'on considère le fait que dans un épisode de la saison 6, Chandler a donné à Monica, pour la Saint-Valentin, une cassette des plus belles chansons romantiques sur laquelle on entend la voix de Janice). Les autres personnages étant Jack Geller, Judy Geller et Gunther.
Mis à part David, le scientifique joué par Hank Azaria, elle est aussi l'un des personnages secondaires ayant eu une histoire sentimentale avec un des personnages principaux mais continuant à apparaître dans la suite des épisodes de la série. La distance entre son premier épisode et sa dernière apparition (230 épisodes) est la plus longue des personnages secondaires de la série.